# Электромеханика
Электромеха́ника — раздел электротехники, в котором рассматриваются общие принципы электромеханического преобразования энергии и их практическое применение для проектирования и эксплуатации электрических машин.
Предметом электромеханики является управление режимами работы и регулирование параметров обратимого преобразования электрической энергии в механическую и механической — в электрическую, включая генерирование и трансформацию электрической энергии.
Электромеханика как наука рассматривает вопросы создания и совершенствования силовых и информационных устройств для взаимного преобразования электрической и механической энергии, электрических, контактных и бесконтактных аппаратов для коммутации электрических цепей и управления потоками энергии.
В соответствии с общероссийским классификатором специальностей по образованию электромеханика является специальностью высшего профессионального образования, подготовка по которой осуществляется в рамках направления 140600 — «Электротехника, электромеханика и электротехнологии».

## История электромеханики[2]
Одной из первых работ по электромеханике является работа, посвящённая теории и проектированию обмоток электрических машин постоянного тока, которая была опубликована в 1891 году швейцарским учёным Энгельбертом Арнольдом.
В первые три десятилетия XX в. в трудах Э. Арнольда, А. Блонделя, М. Видмара, Л. Дрейфуса, М. П. Костенко, К. А. Круга и В. А. Толвинского была разработана теория установившихся режимов электрических машин.
В 1895 г. А. Блондель предложил метод двух реакций для анализа синхронных машин.
В 1929 г. Р. Парк, используя метод двух реакций, вывел дифференциальные уравнения синхронной машины, названные его именем.
В 1938—1942 гг. Г. Крон создал обобщенную теорию электрических машин (дифференциальные уравнения идеализированной обобщенной электрической машины) и разработал методы тензорного и матричного анализов электрических цепей и машин.
В 1963 г. И. П. Копылов предложил математическую модель обобщенного электромеханического преобразователя для несинусоидального магнитного поля в воздушном зазоре, применимую для симметричных и несимметричных электрических машин с любым числом фаз обмоток статора и ротора и учитывающую нелинейность изменения их параметров.

## Альтернативные определения электромеханики
Академик А. Г. Иосифьян дал общее определение электромеханики: «Электромеханика — наука о движении и взаимодействии вещественных инерциальных макроскопических и микроскопических тел, связанных с электрическими и магнитными полями». Учитывая то, что для приведения покоящегося тела в движение требуется действие силы, определение, данное Иосифьяном А. Г., может быть приведено к следующей форме: «Электромеханика — обобщенное учение о силах, действующих в электромагнитном поле и о проблемах, связанных с проявлением этих сил».
В зарубежных источниках встречается следующее определение: «Электромеханика — технология, рассматривающая вопросы, связанные с электромеханическими компонентами, устройствами, оборудованием, системами или процессами», где под электромеханическими компонентами подразумеваются электрические машины.

## Области знаний, используемые в электромеханике
- Электродинамика
- Механика
- Теплофизика

## Основные понятия
- Электромеханический преобразователь, электрическая машина, обобщённая электрическая машина, вращающееся магнитное поле, реакция якоря, принцип обратимости электрических машин, линейная токовая нагрузка, машинная постоянная Арнольда.

## Основные законы электромеханики
Как правило, под законами электромеханики подразумевают следующие законы электродинамики, необходимые для анализа процессов и проектирования электромеханических преобразователей.
1. Закон электромагнитной индукции Фарадея:
{\displaystyle {\mathcal {E}}=-{\frac {d\Phi }{dt}}=B\cdot \ell \cdot v,}
где {\displaystyle {\mathcal {E}}} — ЭДС, {\displaystyle \Phi } — магнитный поток, {\displaystyle B} — магнитная индукция в данной точке поля, {\displaystyle \ell } — активная длина проводника в пределах равномерного магнитного поля с индукцией {\displaystyle B}, расположенного в плоскости, перпендикулярной к направлению магнитных силовых линий, {\displaystyle v} — скорость проводника в плоскости, нормальной к {\displaystyle B}, в направлении, перпендикулярном к {\displaystyle \ell }.
2. Закон полного тока для магнитной цепи (1-е уравнение Максвелла в интегральной форме):
{\displaystyle \oint {\vec {H}}\cdot {\vec {dl}}=\sum i,}
где {\displaystyle {\vec {H}}} — вектор напряженности магнитного поля, {\displaystyle {\vec {dl}}} — элементарное перемещение вдоль некоторого пути в магнитном поле, {\displaystyle \sum i,} — величина полного тока, который охватывается контуром интегрирования.
3. Закон электромагнитных сил (закон Ампера).
{\displaystyle F=B\cdot I\cdot \ell .}
Профессор МЭИ Копылов И. П. сформулировал три общих закона электромеханики:
1-й закон: Электромеханическое преобразование энергии не может осуществляться без потерь, его КПД всегда меньше 100 %.
2-й закон: Все электрические машины обратимы, одна и та же машина может работать как в режиме двигателя так и в режиме генератора.
3-й закон: Электромеханическое преобразование энергии осуществляется неподвижными друг относительно друга полями. Ротор может вращаться с той же скоростью, что и поле (в синхронных машинах), или с другой скоростью (в асинхронных машинах), однако поля статора и ротора в установившемся режиме неподвижны относительно друг друга.

## Основные уравнения
1.Основное уравнение электрической машины — уравнение, связывающее между собой величины диаметра ротора и длины ротора с мощностью двигателя и числом оборотов в минуту:
{\displaystyle {\frac {D^{2}\cdot l\cdot n_{1}}{P}}={\frac {5,5\cdot 10^{3}}{\cos \varphi \cdot k_{1}\cdot \alpha _{\sigma }\cdot B_{m}\cdot A}},}
где {\displaystyle D} — диаметр ротора, {\displaystyle l} — длина ротора, {\displaystyle n_{1}} — синхронная скорость вращения ротора в об/мин (равная скорости вращения первой гармоники МДС обмотки статора), {\displaystyle P} — мощность электрической машины в кВт, {\displaystyle \cos \varphi } — коэффициент мощности, {\displaystyle k_{1}} — обмоточный коэффициент, учитывающий влияние распределения обмотки в пазах и влияние укорочения шага обмотки, {\displaystyle B_{m}} — амплитуда нормальной составляющей магнитной индукции в зазоре машины, {\displaystyle A} — «линейная нагрузка», равная числу амперпроводников, приходящихся на 1 погонный сантиметр длины окружности статора.
Правая часть основного уравнения для данного (известного) типа машины изменяются в сравнительно узких пределах и называется «машинной постоянной» или постоянной Арнольда
{\displaystyle C_{A}={\frac {D^{2}\cdot l\cdot n_{1}}{P}}.}
2.Уравнения равновесия напряжений обмоток электрической машины — уравнения, составленные для цепей обмоток на основании второго закона Кирхгофа
Для асинхронной машины с короткозамкнутым ротором уравнения равновесия напряжений имеют вид:
{\displaystyle {\dot {U}}_{s}=R_{s}\cdot {\dot {I}}_{s}+j\cdot x_{\sigma s}\cdot {\dot {I}}_{s}-{\dot {E}}_{s}}
{\displaystyle 0=R_{r}\cdot {\dot {I}}_{r}+j\cdot s\cdot x_{\sigma r}\cdot {\dot {I}}_{r}-s\cdot {\dot {E}}_{r},}
где {\displaystyle {\dot {U}}_{s}} — фазное напряжение статора, {\displaystyle {\dot {I}}_{s}} и {\displaystyle {\dot {I}}_{r}} — фазные токи статора и ротора, {\displaystyle R_{s}} и {\displaystyle R_{r}} — активные сопротивления обмоток статора и ротора, {\displaystyle x_{\sigma s}} и {\displaystyle x_{\sigma r}} — индуктивные сопротивления рассеяния статора и ротора, {\displaystyle {\dot {E}}_{s}} и {\displaystyle {\dot {E}}_{r}} — ЭДС, индуктированные в обмотках статора и ротора результирующим магнитным потоком полей статора и ротора.
3.Уравнение электромагнитного момента
Уравнение электромагнитного момента асинхронной машины имеет вид:
{\displaystyle \mathrm {M} _{e}={\frac {m_{s}\cdot p\cdot U_{s}^{2}}{\omega _{s}}}\cdot {\frac {R_{r}'/s}{(R_{s}+R_{r}/s)^{2}+(\omega _{s}\cdot L_{k})^{2}}},}
где {\displaystyle m_{s}} — число фаз обмотки статора, {\displaystyle p} — число пар полюсов, {\displaystyle U_{s}} — действующее значение напряжения статора, {\displaystyle \omega _{s}} — частота тока статора, {\displaystyle R_{r}'} — активное сопротивление ротора, приведённое к статору, {\displaystyle R_{s}} — активное сопротивление фазной обмотки статора, {\displaystyle L_{k}} — индуктивное сопротивление короткого замыкания, приблизительно равное сумме индуктивности рассеяния статора и приведённой к статору индуктивности рассеяния ротора {\displaystyle L_{k}\approx Ls\sigma +L'r\sigma }.
Уравнение электромагнитного момента синхронной машины :
{\displaystyle \mathrm {M} _{e}={\frac {m_{s}\cdot U_{s}\cdot E}{\omega _{s}\cdot x_{d}}}\cdot \sin \Theta +{\frac {m_{s}\cdot U_{s}^{2}}{2\cdot \omega _{s}}}\cdot \left({\frac {1}{x_{q}}}-{\frac {1}{x_{d}}}\right),}
где {\displaystyle E} — ЭДС, индуктируемая в обмотке статора потоком ротора, {\displaystyle \Theta } — угол нагрузки (угол сдвига фаз между ЭДС и напряжением статора), {\displaystyle x_{d},x_{q}} — продольное и поперечное синхронные индуктивные сопротивления обмотки статора.

## Вопросы, рассматриваемые в электромеханике
В соответствии с ГОСТом, определяющим содержание подготовки выпускников вузов по специальности "Электромеханика, " в электромеханике рассматриваются следующие вопросы:
- Общая теория электромеханического преобразования энергии;
- Физические явления в электромеханических преобразователях и их математические описания в дифференциальной, алгебраической и векторной форме;
- Принципы действия, конструктивные исполнения и основные характеристики электромеханических преобразователей (трансформаторов, асинхронных и синхронных машин, коллекторных машин постоянного и переменного тока);
- Параметры и режимы работы электрических машин, эксплуатационные требования к ним;
- Тепловые процессы в электрических машинах.

Учебники по электромеханике содержат такие темы как:
- Основные законы электромеханики
- Классификация электрических машин
- Трансформаторы
- Машины постоянного тока
- Асинхронные машины
- Синхронные машины

## Основные проблемы электромеханики
1. Расчёт электрических машин с нелинейными параметрами с учётом таких факторов как: насыщение, вытеснение тока, изменение момента инерции, ударные моменты нагрузки, несинусоидальность напряжения[17].
2. Оптимизация электрических машин (по КПД, по отношению момента к массе и др.).